# Phragmataecia albida
Phragmataecia albida es una especie de polilla de la familia Cossidae. Se encuentra en Grecia, Irán, Turkmenistán, Uzbekistán, Kazajistán, noreste (Kuldja), Afganistán y suroeste de Rusia (el sur Región del Volga).
La envergadura es de 36–44 mm.